# دهستان کشاور
دهستان کشاور نام دهستانی در بخش کشاورز شهرستان شاهین‌دژ، استان آذربایجان غربی در ایران است. براساس سرشماری مرکز آمار ایران در سال ۱۳۸۵، جمعیت آن ۱۱۱۷۹ نفر (۲۵۱۶ خانوار) بوده‌است.